# Estació de Sils
Sils és una estació de ferrocarril propietat d'adif situada a la població de Sils, a la comarca de la Selva. L'estació es troba a la línia Barcelona-Girona-Portbou i hi tenen parada trens de la línia regional R11 i de la línia de rodalia RG1 de Rodalies de Catalunya, operats per Renfe Operadora.
L'estació es troba en el quilòmetre 7,5 de la línia de ferrocarril Barcelona-Portbou i a 75,3 metres d'alçada. El tram és de via doble i està electrificada. L'any 2016 va registrar l'entrada de 197.000 passatgers.

## Història
A mitjans del segle xix es comença a construir la línia de ferrocarril Barcelona-Portbou i l'any 1860 es fa la primera estació de Sils que dona servei a bona part de la comarca i és considerada de tercera classe. Aquesta estació de la línia de Girona va entrar en servei el 3 de març de 1862 quan va entrar en servei el tram construït per la Camins de Ferro de Barcelona a Girona (posteriorment esdevindria TBF) entre Maçanet-Massanes i Girona.
Des dels primers moments es va convertir en el centre neuràlgic del poble, ja que tenia una intensa activitat comercial i de moviment de passatgers que portà a crear una línia regular de transport de les poblacions properes, com Santa Coloma, a Sils. El 1929 va ser enderrocada i se'n va fer una altra a pocs metres de la primera, alhora que s'instal·là la via doble.

## Serveis ferroviaris
| Procedència/Destinació                     | <                | Línia | >                   | Procedència/Destinació                        |
| ------------------------------------------ | ---------------- | ----- | ------------------- | --------------------------------------------- |
| Rodalia de Girona                          |                  |       |                     |                                               |
| L'Hospitalet de Llobregat                  | Maçanet-Massanes |       | Caldes de Malavella | Figueres Portbou                              |
| Serveis regionals de Rodalies de Catalunya |                  |       |                     |                                               |
| Barcelona-Sants                            | Maçanet-Massanes |       | Caldes de Malavella | Girona Figueres Portbou Cervera de la Marenda |

## Edifici
L'edifici actual segueix el model habitual en estacions d'aquesta línia. És un edifici de tres cossos, el central més gran i de tres plantes, i els laterals de dues. Al costat dret s'allarga el cos de la primera planta. Les obertures són d'arc rebaixat, excepte les de la planta superior que són rectangulars i geminades. El parament és arrebossat i pintat a la primera planta, als angles i a la cornisa, i de pedra repicada amb fileres horitzontals de rajol vist la resta. El parament arrebossat de la part inferior de la paret, fa un dibuix de línies horitzontals i té un sòcol. Corona l'edifici una barana metàl·lica grisa de factura moderna que recorre tot el terrat. Al centre d'aquesta barana, i a la façana, hi ha una estructura amb motllura i relleu decoratiu al capdamunt. Al costat dret hi ha una petita edificació de planta rectangular que eren els antics serveis. L'edifici ha estat sotmès a una restauració global que ha canviat força la seva fisonomia original. A l'altre costat de la via hi ha l'antic moll, actualment en desús, pendent de ser restaurat.

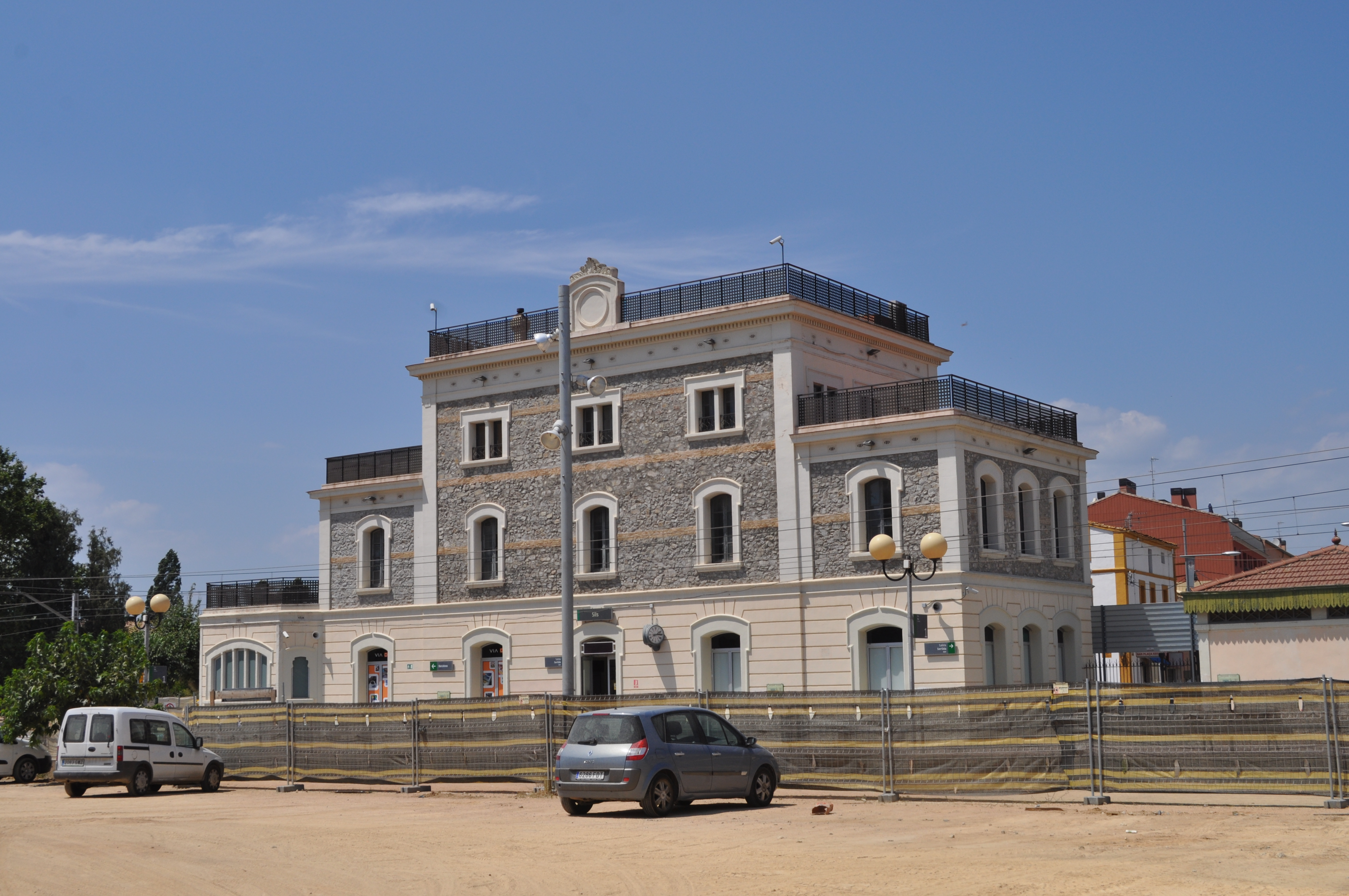
L'edifici de viatgers
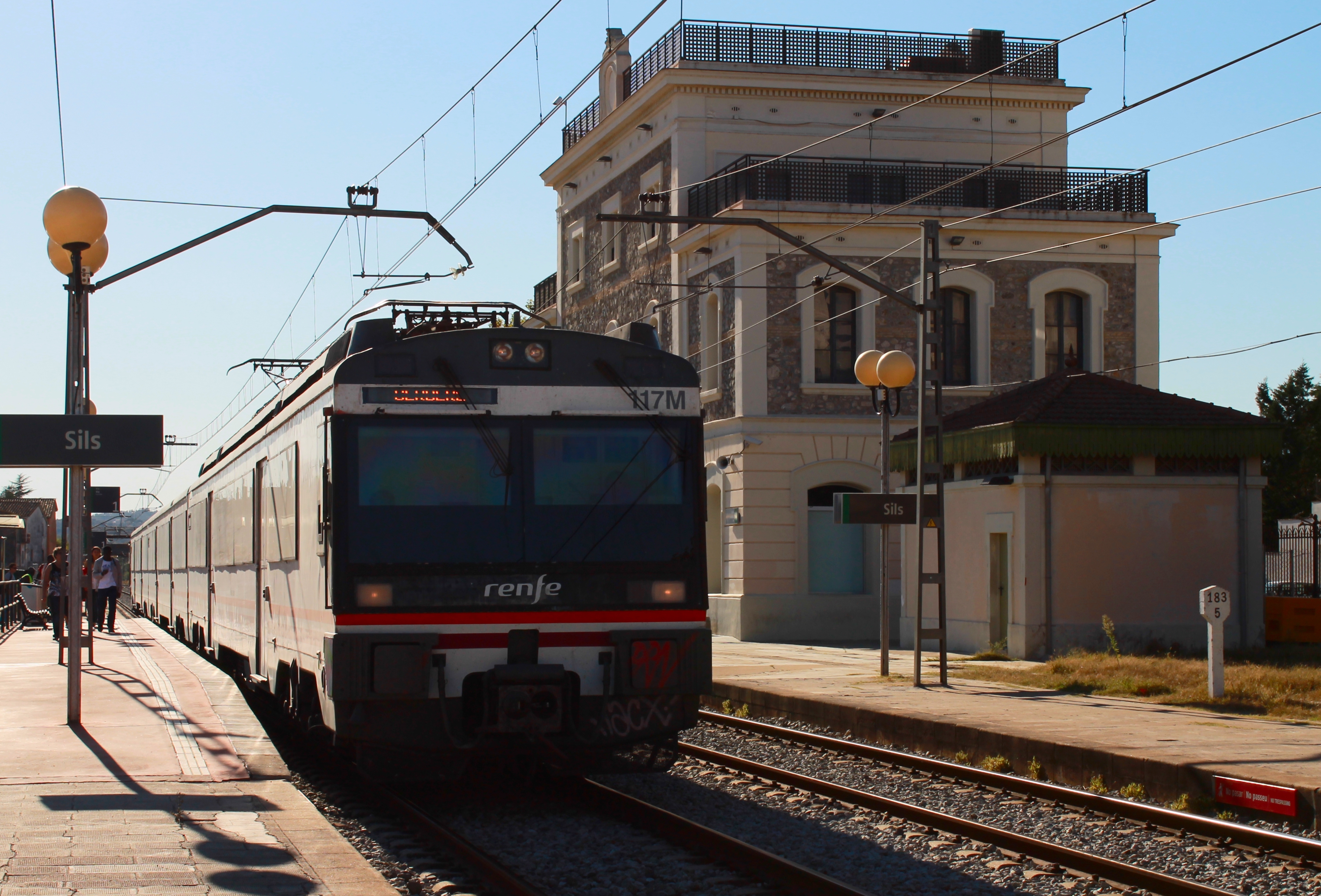
L'estació el 2011 amb una unitat 470 en servei R11 Girona
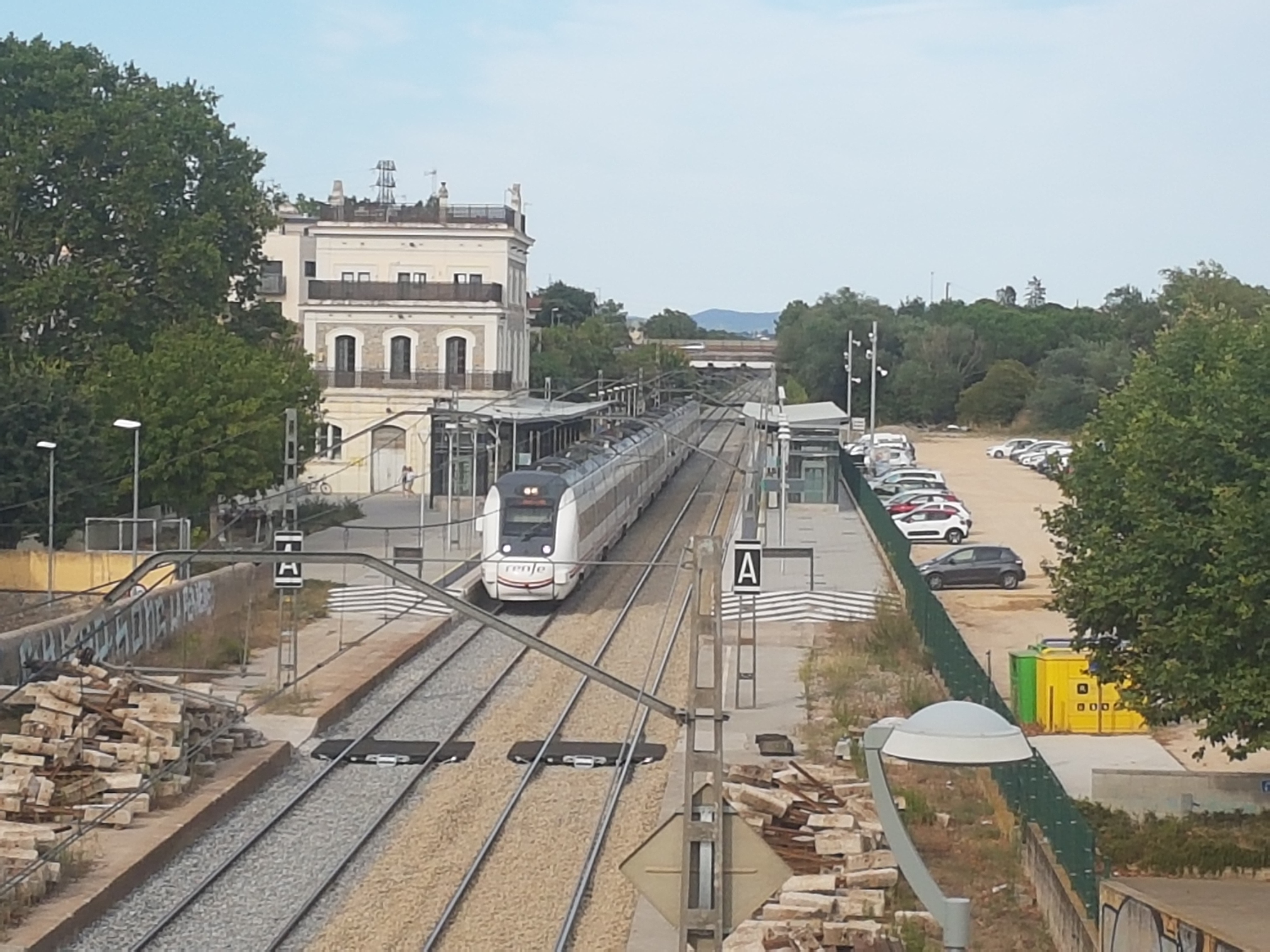
L'estació el 2019 amb una unitat 449 en servei R11 Barcelona